# Орфографічний розбір
Орфографічний розбір — розбір, що полягає у визначенні орфограми і пояснення правила написання слова, його частини, літери тощо.
Орфографічний розбір може бути самостійним або поєднуватися з морфемним розбором.
Порядок орфографічного розбору:
1. Знайти орфограму чи орфограми в слові (якщо проводиться не частковий, а повний аналіз виділеного слова).
2. Співвіднести виділену орфограму з відповідним правилом і дати визначення цього орфографічного правила.
3. Графічно позначити орфограму в слові.[1]

Існують 3 види орфографічного розбору: граматико-орфографічний, фонетико-орфографічний та аналіз морфологічних написань.
Порядок граматико-орфографічного розбору:
1. визначити частину мови (ставити питання);
2. визначити рід, відміну, відмінок (ставити відмінкові питання), число;
3. основу слова;
4. Кінцевий приголосний основи.

При фонетико-орфографічному розборі аналізується лише орфограма, а не все слово, тобто за суттю та методикою фонетико-орфографічний розбір є частковим звукобуквеним розбором.
Аналіз морфологічних написань поєднує в собі фонетико-орфографічний та морфемний розбір.